# Palpares normalis
Palpares normalis är en insektsart som beskrevs av Luisa Eugenia Navas 1911. Palpares normalis ingår i släktet Palpares och familjen myrlejonsländor. Inga underarter finns listade i Catalogue of Life.